# Gryon subfasciatum
Gryon subfasciatum är en stekelart som först beskrevs av Thomas Vernon Wollaston 1858.  Gryon subfasciatum ingår i släktet Gryon och familjen Scelionidae. Inga underarter finns listade i Catalogue of Life.